# Johannes Wallerius (1641–1699)
Johannes Wallerius, född 1641 i Vallerstads församling, Östergötlands län, död 22 oktober 1699 i Hällestads församling, Östergötlands län, var en svensk präst.

## Biografi
Wallerius föddes 1641 i Vallerstads församling. Han var son till kyrkoherden Johannes Wallerius och Kerstin Holm. Wallerius blev i oktober 1660 student vid Uppsala universitet. Han prästvigdes 22 februari 1672 och blev kyrkoherde i Hällestads församling. Wallerius blev 1697 kontraktsprost i Bergslags kontrakt. Han avled 22 oktober 1699 i Hällestads församling och begravdes 19 mars 1701 i Hällestads kyrka.
Till Wallerius begravning skrevs dikten "Trogne Fårs siste Klagan Öfwer sin trogne HERDE". Ett porträtt av honom förstördes vid Hällestads kyrkas brand 1893.

### Familj
Wallerius gifte sig 24 mars 1672 med Elisabeth Loftander (1631–1698). Hon var dotter till kyrkoherden i Lofta församling. Loftande var änka efter kyrkoherden Israel Rydelius i Hällestads församling. Loftander och Wallerius fick tillsammans barnen kyrkoherden Johannes Wallerius (1673–1720) i Hällestads församling och Lars Wallerius (född 1673).